# لايزا كوشي
لايزا كوشي (بالإنجليزية: Liza Koshy)‏ (وُلدت في 31 مارس 1996) هي ممثلة أمريكية ونجمة يوتيوب.
تلعب كوشي دور "فيوليت آدامز" في مسلسل تلفزيوني خاص بموقع هولو يُدعى "Freakish" (2016 إلى الآن). كما أدت أداور أخرى مختلفة منها دور "أداي ووكر" في فيلم رعب كوميدي من إنتاج تايلر بيري بعنوان "Boo! A Madea Halloween
«((2016، وشاركت بدور» المستكشف«في مسلسل خاص بموقع يوتيوب ريد يُدعى»Escape the Night
«(2017). كما شاركت لايزا في استضافة مسلسل عل قناة إم تي في يُدعى»Total Request Live
" (2017).
حازت قناة كوشي على اليوتيوب أكثر من 13 مليون متابع و1.4 مليار مشاهدة في يناير 2018، مما يضعها في المرتبة 71 في قائمة القنوات ذات أكبر عدد متابعين على اليوتيوب. رُشحت كوشي للعديد من الجوائز، وفازت بجائزتي ستريمي وجائزة اختيار المراهقين.

## الأفلام
| الفيلم           | الفيلم                           | الفيلم        | الفيلم                   |
| السنة            | الاسم                            | الدور         | ملاحظات                  |
| ---------------- | -------------------------------- | ------------- | ------------------------ |
| 2016             | FML                              | الأميرة أوبري | دور مساعد                |
| 2016             | Boo! A Madea Halloween           | أداي          | دور مساعد                |
| 2016             | Jingle Ballin'                   | لايزا         | دور رئيسي                |
| 2016             | Making a Scene with James Franco | نفسها         | الموسم 3                 |
| برامج تلفيزيونية |                                  |               |                          |
| السنة            | العنوان                          | الدور         | ملاحظات                  |
| 2016–الآن        | Freakish                         | فايولت آدامز  | دور رئيسي                |
| 2017             | Escape the Night                 | المستكشف      | الموسم الثاني (الحلقة 5) |
| 2017             | Total Request Live               | نفسها         | مُضيف مشارك للبرنامج      |
| 2018             | Liza on Demand                   | نفسها         | دور رئيسي                |

## الجوائز
| السنة | حفل الجوائز                  | الفئة                              | النتيجة | Ref.   |
| ----- | ---------------------------- | ---------------------------------- | ------- | ------ |
| 2016  | جوائز ستريمي                 | المُنتج الصاعد                      | فوز     | [ 9 ]  |
| 2017  | جوائز خيار الشعب             | نجم وسائل التواصل الاجتماعي المفضل | رُشِّح     | [ 10 ] |
| 2017  | جائزة اختيار المراهقين       | نجمة الإنترنت                      | فوز     | [ 11 ] |
| 2017  | جائزة اختيار المراهقين       | نجم الإنترنت الكوميدي              | رُشِّح     | [ 11 ] |
| 2017  | جائزة اختيار المراهقين       | نجم اليوتيوب                       | رُشِّح     | [ 11 ] |
| 2017  | جوائز شورتي (الجولة التاسعة) | نجم يوتيوب العام                   | رُشِّح     | [ 12 ] |
| 2017  | جوائز ستريمي                 | مُنتج العام                         | رُشِّح     | [ 13 ] |
| 2017  | جوائز ستريمي                 | الكوميديا                          | فوز     | [ 14 ] |
| 2017  | جوائز ستريمي                 | التحرير                            | رُشِّح     | [ 13 ] |

## روابط خارجية
- لايزا كوشي على موقع IMDb (الإنجليزية)
- لايزا كوشي على موقع ميتاكريتيك (الإنجليزية)
- لايزا كوشي على موقع روتن توميتوز (الإنجليزية)
- لايزا كوشي على موقع قاعدة بيانات الأفلام العربية
- لايزا كوشي على موقع ألو سيني (الفرنسية)
- لايزا كوشي على موقع ميوزك برينز (الإنجليزية)
- لايزا كوشي على موقع تيرنر كلاسيك موفيز (الإنجليزية)
- لايزا كوشي على موقع أول موفي (الإنجليزية)
- لايزا كوشي على موقع قاعدة بيانات الفيلم (الإنجليزية)
- لايزا كوشي على موقع ليتربوكسد (الإنجليزية)